# Арабська весна

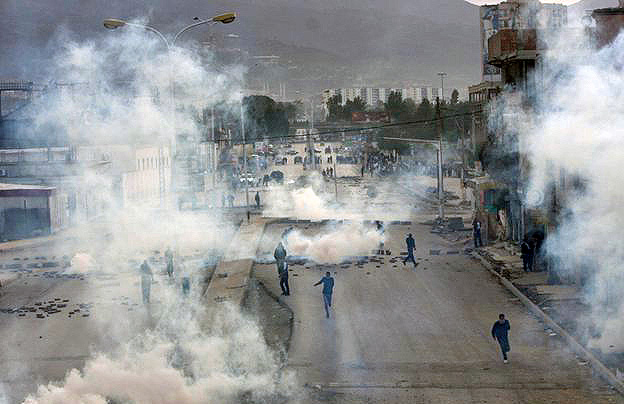
Зіткнення протестуючих з поліцією в м. Бліда (Алжир). 8 серпня 2011

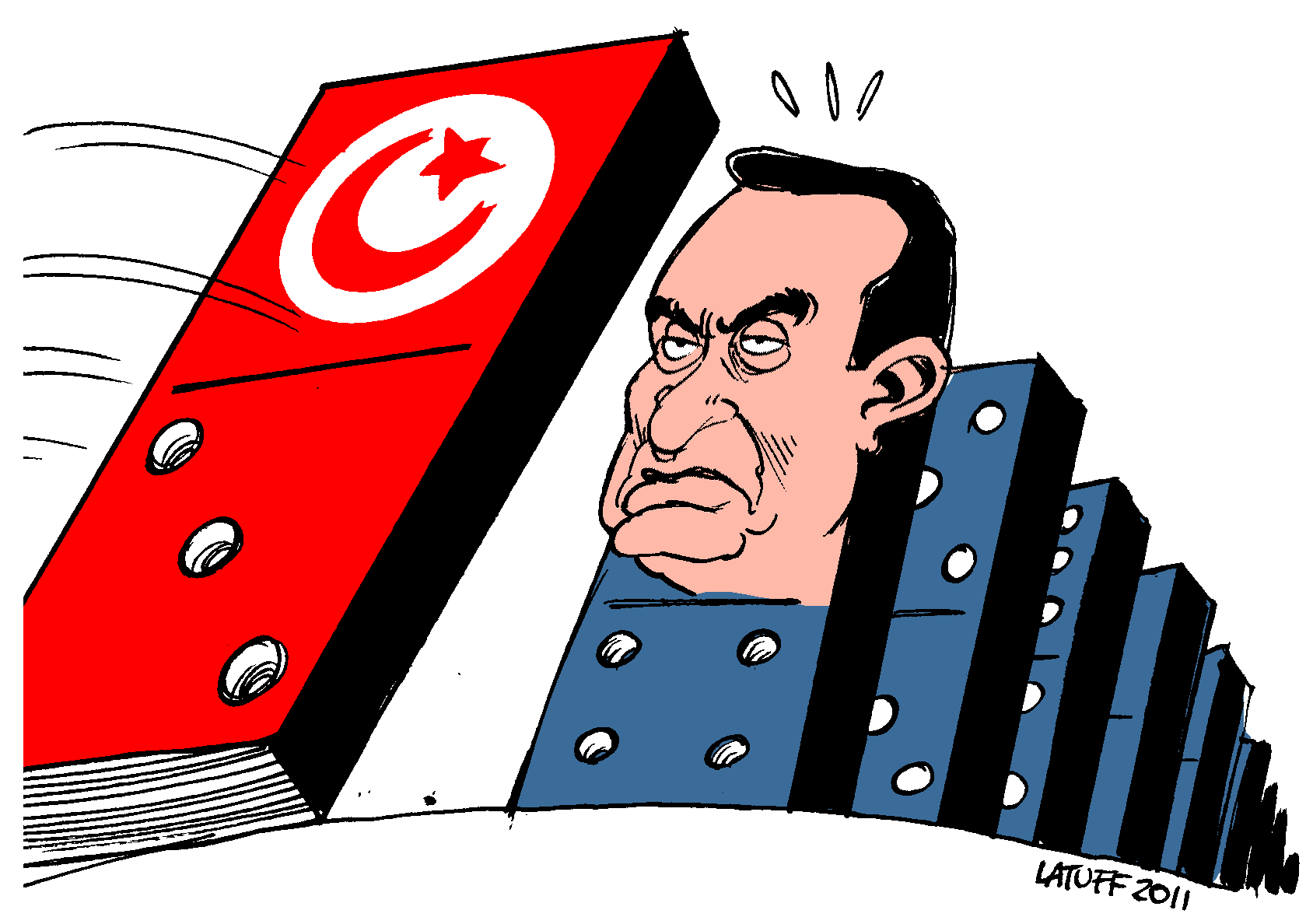
Карикатура Карлоса Латуффа зображає єгипетського президента Хосні Мубарака, на якого за ефектом доміно падають «туніські події». Успіх туніської революції надихнув протестувальників у Єгипті і вони також добилися відставки президента.

Ара́бська весна́ (араб. الربيع العربي, ar-Rabīʻ al-ʻArabiyy) — серія масових вуличних протестів, революцій та внутрішніх військових конфліктів у низці арабських країн, що почалися наприкінці 2010 року в Тунісі й тривають у деяких країнах донині.
Причиною до виникнення протестного руху стало незадоволення політикою диктаторів в Арабських країнах, поштовхом — самоспалення туніського вуличного торговця фруктами Мухаммеда Буазізі, вчинене 17 грудня 2010 року на знак протесту проти свавілля поліції, яка конфіскувала його товар. Внаслідок цього в Тунісі розгорілися масові протести, які призвели до відставки 14 січня 2011 року президента Тунісу (з 1987 р.) бен Алі та отримали назву Жасминова революція. Успіх Жасминової революції в Тунісі дав поштовх аналогічним акціям протесту в інших арабських країнах, де здебільшого існують ті самі проблеми.
Назва «Арабська весна» вказує на наявність історичних паралелей з подіями Весни народів — серії революцій в Європейських країнах 1848—1849 років.

## Огляд
Серія протестів і демонстрацій по всьому Близькому Сходу і Північній Африці стала відома як «арабська весна», а також як «арабська весна і зима», «арабське пробудження», «панарабська революція» і «арабське повстання», хоча не всі учасники протестів вважали себе арабами. Хронологічно вона почалась із протестів в Західній Сахарі в жовтні 2010, а фактично із протестів в Тунісі 18 грудня 2010 року після самоспалення Мохаммеда Буазізі в знак протесту проти поліцейської корупції та жорстокого поводження. З успіхом протестів в Тунісі хвиля заворушень вдарила Алжир, Йорданію, Єгипет і Ємен, а потім поширилася і на інші країни. Наймасовіші і найбільш організовані демонстрації нерідко відбувалися в «день гніву» — як правило, в п'ятницю після полуденної молитви. Протести також викликали аналогічні заворушення за межами регіону.
«Ми, — заявив в середині вересня 2011 р один з лідерів  Аль-Каїди Айман аль-Завахірі, — на боці арабської весни, яка принесе з собою справжній іслам»
Станом на травень 2012 року, революції привели до повалення чотирьох глав держав. Туніський президент Зін ель-Абідін Бен Алі втік до Саудівської Аравії 14 січня після  революції в Тунісі. В Єгипті президент Хосні Мубарак подав у відставку 11 лютого 2011 року після 18 днів масових акцій протесту, завершивши своє 30-річне президентство. Лівійський лідер Муаммар Каддафі був повалений 23 серпня 2011 року, коли  Перехідна Національна Рада взяла під свій контроль Баб-аль-Азізію. Він був убитий 20 жовтня 2011 року в рідному місті Сирті, коли ПНР взяло місто під свій контроль. Президент Ємену Алі Абдалла Салех 27 лютого 2012 року остаточно залишив свій пост, передавши владу новому президентові, обраному на дострокових президентських виборах.

Країни, в яких влада повалена більше одного разу.
Країни, в яких протести вже закінчилися.
Країни, в яких зараз тривають збройні конфлікти.
Країни, де значні протести тривають у великих містах.
Країни, протести в яких набули відносно невеликого розмаху.
Країни, в яких було запроваджено певні реформи.
Країни поза межами арабського світу, що переживають різні кризи.

## Події за країною
| Країна                                  | Дата початку                                    | Статус протестів | Наслідки | Жертви    | Ситуація                                                      |
| --------------------------------------- | ----------------------------------------------- | --- | --- | --------- | ------------------------------------------------------------- |
| Туніс                                   | 18 грудня 2010                                  | • Повалення уряду 14 січня 2011 • Пішли на спад від березня 2011, закінчились в травні 2011 | Повалення Зіна бен Алі; бен Алі втік до Саудівської Аравії - Відставка прем'єр-міністра Ґаннуші - Розпуск політичної поліції - Розпуск ДКО, колишньої правлячої партії Тунісу та ліквідація її активів - Звільнення політичних в'язнів - Вибори до Установчих зборів Тунісу 23 жовтня 2011 | 223       | Повалення уряду                                               |
| Алжир                                   | 28 грудня 2010                                  | Пішли на спад від березня 2011, закінчились в січні 2012 | - Завершення 19-річного надзвичайного стану | 8         | Значні протести                                               |
| Ліван                                   | 12 січня 2011                                   | Закінчились у грудні 2011 | - Підвищення зарплатні на 40% | 0         | Протести та зміни уряду                                       |
| Йорданія                                | 14 січня 2011                                   | Закінчились в жовтні 2011 | - Король Абдулла II відправив у відставку прем'єр-міністра Ріфаї та його уряд - Кількома місяцями пізніше Абдулла відправив у відставку прем'єр-міністра Бахіта через скарги на повільне втілення обіцяних реформ. | 4         | Протести та зміни уряду                                       |
| Мавританія                              | 17 січня 2011                                   | Закінчились в липні 2011 | Ніяких змін не відбулось | 1         | Незначні протести                                             |
| Судан                                   | 17 січня 2011                                   | Пішли на спад від квітня 2011, закінчились в червні 2011 | - Президент Башир оголосив, що не буде балотуватися на наступний термін 2015 року,але не дотримав обіцянки | 1         | Незначні протести                                             |
| Оман                                    | 17 січня 2011                                   | Завершилися в травні 2011 | - Економічні поступки султана Кабуса - Відставки міністрів - Надання законодавчих повноважень виборному парламенту Оману | 2-6       | Протести та зміни уряду                                       |
| Саудівська Аравія                       | 21 січня 2011                                   | Протести у Східній провінції, а також протести за права жінок водити автомобілі закінчились у липні 2011 | - Економічні поступки короля Абдулли - Суто чоловічі місцеві вибори 29 вересня 2011 - Король Абдулла оголосив про надання жінкам права голосувати на місцевих виборах 2015 року, а також балотуватися до Меджлісу аш-Шури | 8         | Незначні протести                                             |
| Єгипет                                  | 25 січня 2011                                   | • Повалення уряду 11 лютого 2011 • Протести завершились у 2014 після повалення наступного диктатора-ісламіста Мухаммеда Мурсі                                                                                                   | Повалення Хосні Мубарака; Мубарака звинувачено у вбивстві протестуючих - Відставка прем'єр-міністрів Назіфа та Шафіка - Владу перебрали Збройні сили - Призупинення дії Конституції, розпуск Парламенту - Розпуск НДП, колишньої правлячої партії Єгипту та перехід її активів державі - Судове переслідування Мубарака, його сім'ї та колишніх міністрів | 846       | Повалення уряду                                               |
| Ємен                                    | 27 січня 2011                                   | • Президент підписав перехідну угоду 23 листопада 2011 • Протести закінчились у грудні 2011.В 2015 прихильники Салеха знову захопили владу, що призвело до громадянської війни (2015-- дотепер)                                 | - Відставка прем'єр-міністра Муджавара - Відставка депутатів від правлячої партії - 4 червня президента Алі Абдуллу Салеха було поранено під час нападу в столиці Ємену Сані. Салех повернувся до Ємену 23 вересня 2011 - 23 листопада Салех підписав документ про передачу влади за посередництва Ради співпраці арабських країн Перської затоки в Ер-Ріяді, закінчивши своє 33-річне правління - Палата представників Ємену затвердила імунітет президента від судового переслідування. | 10,000+   | Повалення уряду                                               |
| Ірак                                    | 10 лютого 2011                                  | Завершилися в грудні 2011, нестабільність і, врешті-решт, громадянська війна | - Прем'єр-міністр Малікі оголосив, що не буде балотуватися на третій термін - Відставка губернаторів провінцій та місцевої влади Початок громадянської війни - Бій коаліції країн та іракської армії проти Ісламської Держави. | 35+72,056 | Значні протести і початок громадянської війни                 |
| Бахрейн                                 | 14 лютого 2011                                  | Протести шиїтів закінчились в липні 2014 | - Економічні поступки короля Хамада - Звільнення політичних в'язнів - Переговори з представниками шиїтів - Втручання Ради співпраці на прохання уряду Бахрейна - Звільнено главу Національної служби безпеки - Формування комітету з виконання рекомендацій Бахрейнської незалежної комісії розслідувань. | 60        | Тривалі громадські заворушення та зміни уряду                 |
| Лівія                                   | 15 лютого 2011                                  | • Повалення уряду 23 серпня 2011 • Громадянська війна завершилася 23 жовтня 2011, та вже у 2013 почалась нова громадянська війна                                                                                                | Повалення Муаммара Каддафі, якого згодом убили вояки ПНРЛ - Відповідно до резолюції ООН в перебіг подій втрутилися сили NATO. - Сили опозиції взяли контроль над усіма містами країни - Владу перехопила Перехідна національна рада Лівії - Міжнародна спільнота визнала НТР як єдину владу Лівії - Початок спорадичних зіткнень на низькому рівні | 40,000+   | Повалення уряду                                               |
| Кувейт                                  | 18 лютого 2011                                  | Закінчились у червні 2011 | - Відставка прем'єр-міністра Нассера аль-Ахмеда ас-Сабаха - Розпуск Парламенту | 0         | Протести та зміни уряду                                       |
| Марокко                                 | 20 лютого 2011                                  | Закінчились у жовтні 2011 | - Політичні поступки короля Мухаммеда VI - Референдум щодо конституційних реформ - Повага до громадянських прав та припинення корупції | 1         | Протести та зміни уряду                                       |
| Західна Сахара                          | 26 лютого 2011                                  | Спад від травня 2011 | | 0         | Незначні протести                                             |
| Сирія                                   | 15 березня 2011                                 | Переросли у велику громадянську війну (2011—дотепер) | - Звільнення деяких політичних в'язнів - Скасування надзвичайного стану - Звільнення губернаторів провінцій - Військові дії в Хамі, Дара'а, Хомсі та інших місцях - Відставки деяких депутатів - Відставка уряду - Значні дезертирства з сирійської армії та зіткнення між солдатами та перебіжчиками - Формування Вільної сирійської армії - Формування Сирійської національної ради - Сирію відсторонено від Арабської ліги - Міжнародна підтримка нового сирійського уряду в екзилі    | 400,000+  | Тривалі громадські заворушення переросли в громадянську війну |
| Прикордонні території Ізраїлю           | 15 травня 2011                                  | Завершилися 5 червня 2011 | | 30-40     | Значні протести                                               |
| Загальна кількість загиблих і наслідки: | 523,488 — 523,492+ (Міжнародні оцінки, поточні) | - Повалення 4 урядів в результаті цих подій - 6 протестів призвели до урядових змін - 5 великих протестів - 4 незначних протеста - Повалення двох урядів внаслідок цих подій - 4 громадянські війни (Сирія, Ірак, Лівія і Ємен) | |           |                                                               |